# Торос од Едесе
Торос од Едесе (? — Едеса, 9. март 1098) био је јерменски владар Едесе за време Првог крсташког рата.

## Балдуиново освајање Едесе
Едеса је био хришћански град у којем су живели Јермени којима је формално владао њихов домаћи краљ Торос од Едесе. Међутим, у граду се налазио и турски гарнизон који је разбијао све илузије о томе ко је заправо господар града. Балдуин је Јерменима послао поруку како је он ослободилац хришћана и како је спреман ослободити град од Турака. Јерменима је то било довољно да му понуде савезништво. У граду је извршен преврат и турски гарнизон, нападнут од крсташа и Јермена, немилосрдно је побијен.

## Односи са Балдуином
Дана 20. фебруара 1098. године Балдуин је ушао у град. Јерменски краљ Торос био је веома љубазан према њему, што је Балдуину био довољан знак да га краљ не воли. Сам краљ био је Јермен, али је морао због власти да прими грчко православље што му је навукло непријатељство локалних Јермена који су били Јаковити. Нису га више сматрали земљаком већ Грком.
Балдуин је одмах по освајању града морао брзо да делује. Није ни помишљао да град врати Византинцима, већ је Тороса „замолио“ да га усвоји. Ситуација је била олакшана тиме што је Торос већ био у познијим годинама, а није имао сина. Сама церемонија усвојења била је веома чудна и комична. У велику кошуљу најпре се увукао краљ Торос, а онда за њим и Балдуин, обојица потпуно голи. Велики смех је изазвао моменат када се у исту кошуљу увукла и краљица. Сада је Балдуин био усвојени син краља Тороса.

## Смрт
Већ 10. марта 1098. године краљ Торос је убијен на веома чудан начин. Становници Едесе су се одједном побунили и упали у двор, краљ је покушао побећи кроз прозор. Како у томе није успео, светина га је дочепала и раскидала га у комаде. Тако је Балдуин „наследио“ Едесу и од ње убрзо формирао Грофовију која ће постати прва крсташка држава. Пад грофовије Едесе 1147. године биће непосредан повод за избијање Другог крсташког рата.